# Hellinsia
Hellinsia is een geslacht van vlinders uit de familie van de vedermotten (Pterophoridae).
De typesoort van het geslacht is Pterophorus osteodactylus Zeller, 1841

## Soorten
- H. acuminatus (Meyrick, 1920)
- H. acutus Yano, 1963
- H. adumbratus (Walsingham, 1881)
- H. aegyptiacus (Rebel, 1914)
- H. aethiopicus (Amsel, 1963)
- H. aistleitneri Arenberger, 2006
- H. albodactylus Yano, 1963
- H. aldabrensis (Fletcher T. B., 1910)
- H. ambo Ustjuzhanin & Kovtunovich, 2011
- H. ammonias (Meyrick, 1909)
- H. aruna Arenberger, 1991
- H. basuto Kovtunovich & Ustjuzhanin, 2011
- H. bawana Arenberger, 2010
- H. bigoti (Rougeot, 1983)
- H. borbonicus (Gibeaux, 1991)
- H. brandbergi Arenberger, 2004
- H. callidus (Meyrick, 1913)
- H. carphodactyla - Donderkruidvedermot (Hübner, 1813)
- H. colubratus (Meyrick, 1909)
- H. conscius (Meyrick, 1920)
- H. chewa Kovtunovich & Ustjuzhanin., 2014
- H. chrysocomae (Ragonot, 1875)
- H. devius Bigot, 1969
- H. didactylites - Roomkleurige vedermot (Strom, 1783)
- H. distinctus - Alsemvedermot (Herrich-Schäffer, 1855)
- H. emmelinoida Gielis, 2008
- H. eparches Meyrick, 1931
- H. fletcheri Arenberger, 1992
- H. furfurosus (Meyrick, 1911)
- H. fuscomarginata Arenberger, 1991
- H. illutus (Meyrick, 1917)
- H. inulae (Zeller, 1852)
- H. inulaevorus (Gibeaux, 1989)
- H. invidiosus (Meyrick, 1911)
- H. ishiyamanus Matsumura, 1931
- H. katangae Gielis, 2009
- H. korbi Caradja, 1920
- H. kuwayamai Matsumura, 1931
- H. laciniata Arenberger, 1991
- H. lacteolus Yano, 1963
- H. lienigianus - Bijvoetvedermot (Zeller, 1852)
- H. linus Barnes & Lindsey, 1921
- H. lochmaius Bigot, 1974
- H. mauritius (Gibeaux, 1994)
- H. mineti (Gibeaux, 1994)
- H. mutuurai Yano, 1963
- H. namizimu Kovtunovich & Ustjuzhanin., 2014
- H. negus (Gibeaux, 1994)
- H. nigridactylus Yano, 1961
- H. osteodactylus (Zeller, 1841)
- H. pacifica (Meyrick, 1911)
- H. pectodactylus (Staudinger, 1859)
- H. phlegmaticus Walsingham, 1915
- H. punctata Gielis, 2009
- H. purus (Meyrick, 1913)
- H. ruhuruinia Gielis, 2011
- H. sichuana Arenberger, 1992
- H. sordidatus (Meyrick, 1912)
- H. sphenites (Meyrick, 1913)
- H. subnotatus (Walker, 1875)
- H. tephradactyla - Gevlekte vedermot (Hübner, 1813)
- H. timidus (Meyrick, 1908)
- H. wrangeliensis Zagulajev, 1985